# Holothuria olivacea
Holothuria olivacea is een zeekomkommer uit de familie Holothuriidae.
De wetenschappelijke naam van de soort werd in 1888 gepubliceerd door Hubert Ludwig.